# Sous-région de Kotka–Hamina
La sous-région de Kotka–Hamina (finnois : Kotkan–Haminan seutukunta)  est une sous-région de la vallée de la Kymi en Finlande.

## Municipalités
Au niveau 1 (LAU 1) des unités administratives locales définies par l'Union européenne elle porte le numéro  082.
La sous-région est formée des municipalités suivantes : 
| Blason              | Municipalité              |
| ------------------- | ------------------------- |
| Haminan vaakuna     | Hamina (ville)            |
| Kotkan vaakuna      | Kotka (ville)             |
| Miehikkälän vaakuna | Miehikkälä (municipalité) |
| Pyhtään vaakuna     | Pyhtää (municipalité)     |
| Virolahden vaakuna  | Virolahti (municipalité)  |

## Démographie
Depuis 1980, l'évolution démographique de la sous-région de Kotka-Hamina est la suivante:
| Année      | 1980   | 1985   | 1990   | 1995   | 2000   | 2005   | 2010   |
| ---------- | ------ | ------ | ------ | ------ | ------ | ------ | ------ |
| population | 96 693 | 94 630 | 91 678 | 90 457 | 88 390 | 88 007 | 87 305 |